# 浓江
浓江，位于中华人民共和国黑龙江省东北部的一条河流，是黑龙江右岸支流，发源于同江市青龙山农场南部的沼泽地带，向东北流经勤得利农场、洪河国家级自然保护区、抚远市前锋农场、寒葱沟镇、浓桥镇、大力加湖及浓江乡等地，于抚远市区抚远镇西侧注入黑龙江。河流全长145千米，流域面积4051平方千米，年均径流量3亿立方米。浓江上游无明显河槽，河道弯曲，漫流在茂密的沼泽植被中；下游河槽明显，河道比降稍大。浓江流域地处三江平原东部，地势低洼，沼泽湿地星罗棋布。流域内动植物资源丰富，建立有洪河和三江两个国家级自然保护区，同时也被列入国际重要湿地名录。